# Kent Nolan
Kent Nolan (Regina, 26 dicembre 1989 – Canada, 8 settembre 2014) è stato un attore canadese.

## Filmografia

### Film
- Stage Fright Joel Hopton (2014)
- Foxfire - Ragazze cattive  (2012)
- Super Hybrid (2010)
- Surveillance - David (2008)
- Tideland - Il mondo capovolto - (2005) non accreditato

### Serie televisive
- Copper - Clem Cato (2012)
- I misteri di Murdoch - Caporale Charles Norman (2011)
- Lost Girl (2010)
- Corner Gas -  Toby Dillems (2006-2009)
- La piccola moschea nella prateria (Little Mosque on the Prairie) - Main Teen / Main Teenager (2008)
- Sabbatical - Lukas (2007)
- Prairie Giant: The Tommy Douglas Story - Danny Reeves (2006)
- Moccasin Flats - Teen Customer (2006)
- Renegadepress.com - Tommie / James (2004)

### Show Televisivi
- A Christmas Song - Carlo (2012)
- A Dog Named Christmas (2009)

### Cortometraggi
- This Time Last Winter (2010)
- Issues (2013)